# Hàm Nghi
Hàm Nghi (咸宜帝 en Chû Nôm), né le 3 août 1871 et mort le 14 janvier 1944, est un empereur d'Annam, 8e souverain de la dynastie des Nguyễn, et un artiste peintre.

## Biographie
Né Nguyễn Phúc Ưng Lịch, il accède au trône à la suite d'une grave crise dynastique, et alors que la réalité du pouvoir est, depuis la mort de l'empereur Tự Đức, détenue par les régents Nguyễn Văn Tường et Tôn Thất Thuyết, en butte à la colonisation française.

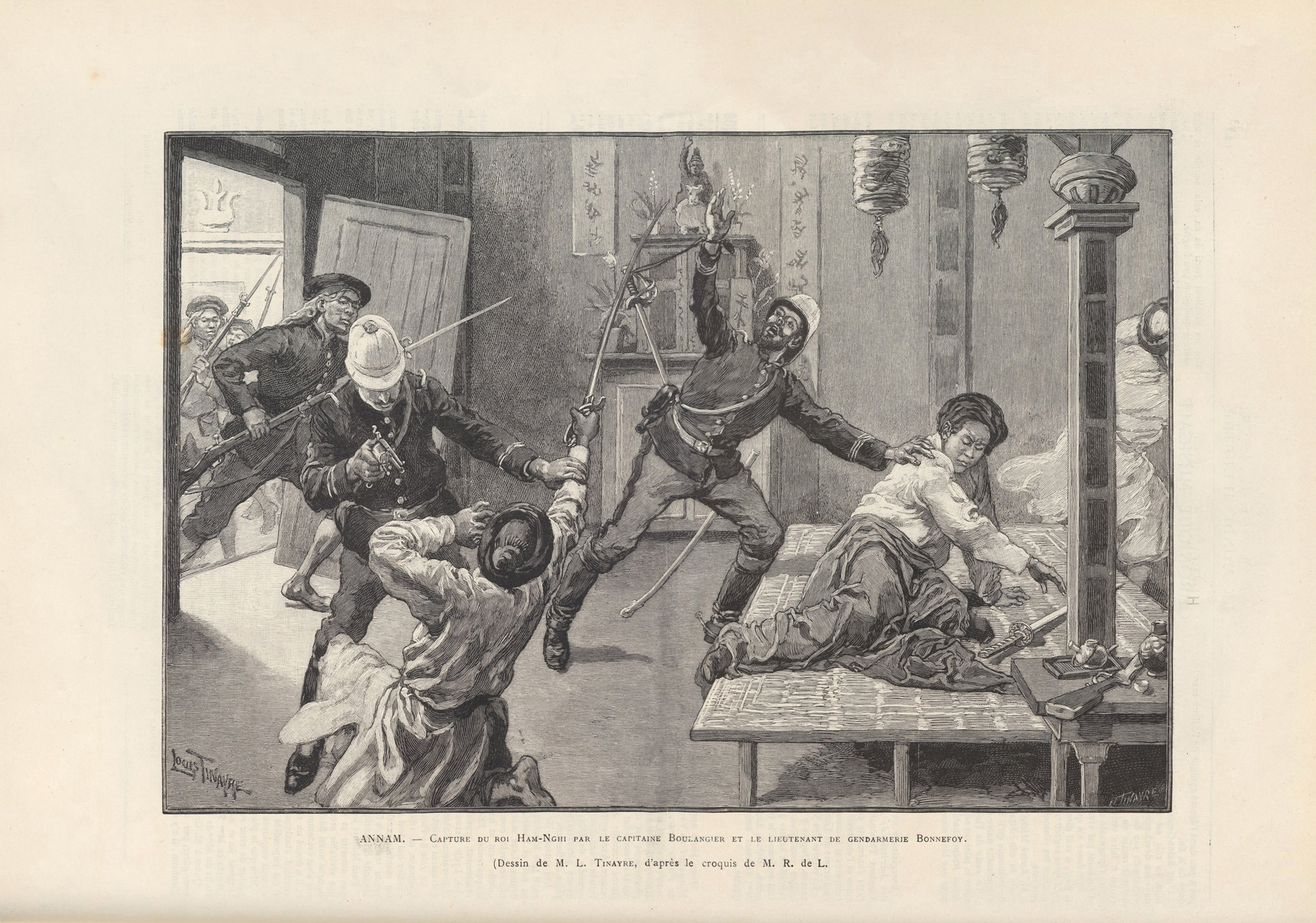
Capture de l'empereur, gravure d'époque d'après Louis Tinayre.

Il règne moins d'un an, d'août 1884 à juillet 1885, dans un contexte dramatique pour le Đại Nam. Alors que les troupes françaises envahissent le Tonkin, celles-ci triomphent de leurs alliés chinois au cours de guerre franco-chinoise. Après la signature du traité de Tien-Tsin, marquant le retrait définitif de la Chine au Vietnam, Hàm Nghi se retrouve seul face au corps expéditionnaire français. Celui-ci se porte sur Hué, la capitale, qu'il parvient à investir. Mais, à la surprise générale, le second régent Tôn Thất Thuyết prend la décision de poursuivre la résistance en emmenant le jeune empereur à la citadelle secrète de Tân Sở, où sera proclamé le 13 juillet 1885 l'édit fondateur du mouvement d'insurrection Cần Vương (« Aider le Roi »),. Trois années durant, le jeune empereur résistera à l'invasion française au sein du Cần Vương.

## La résistance du Cần Vương
Après la chute de la capitale, Hàm Nghi et le second régent Tôn Thất Thuyết se réfugient à la citadelle de Tân Sở, au piémont de la cordillère Annamitique. De cette citadelle sera lancé un appel à la résistance à tous les sujets de l'empereur, afin que ceux-ci n'abandonnent pas le combat qui les oppose à l'envahisseur français. Bien que le véritable auteur de cet édit soit, selon toute vraisemblance, le second régent Tôn Thất Thuyết, inspirateur de la résistance, c'est bien au nom de Hàm Nghi que la proclamation du 13 juillet 1885 est publiée et diffusée clandestinement dans les provinces occupées du Vietnam.
Proclamation,

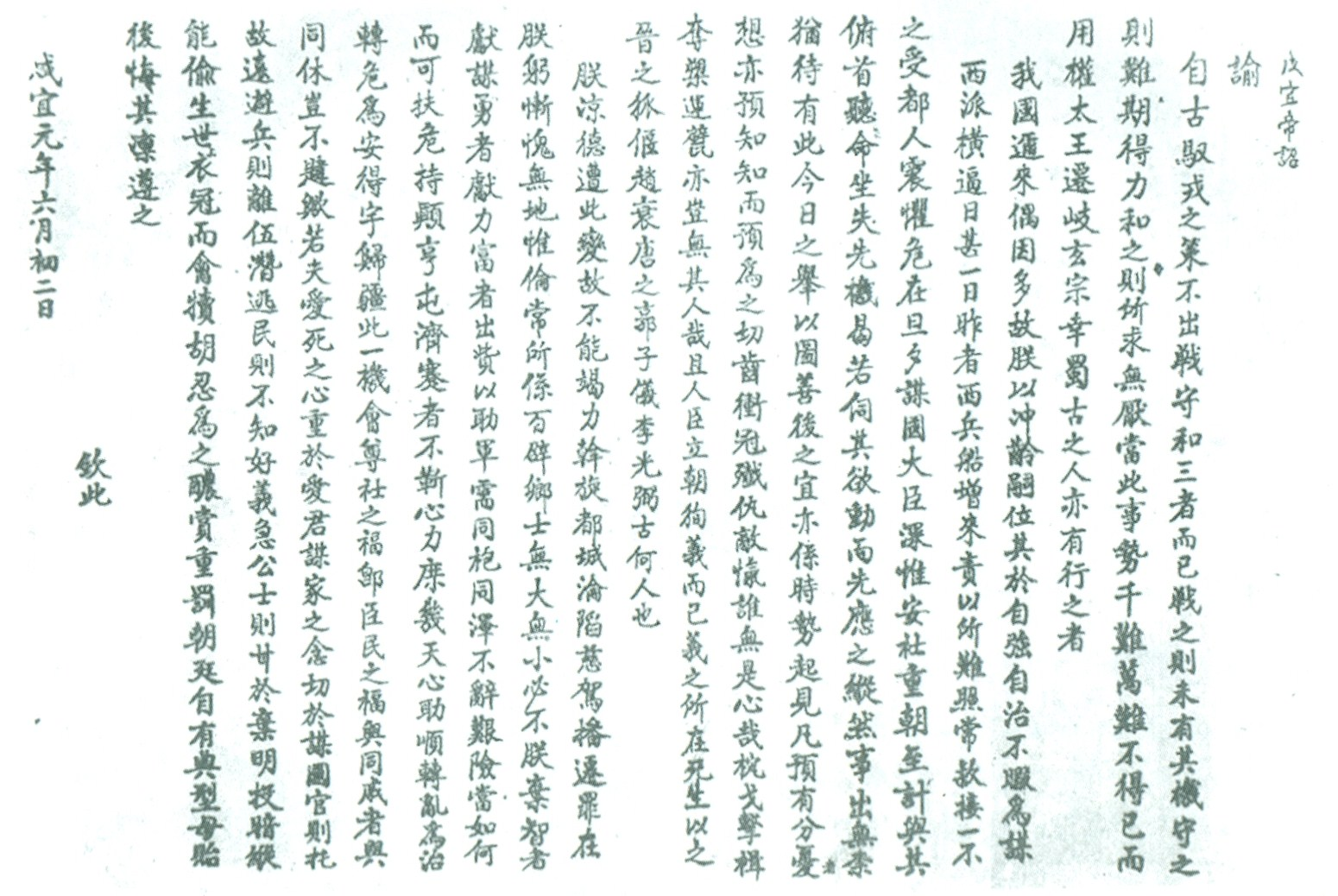
Édit du 13 juillet 1885, appelant le peuple vietnamien à résister à l'invasion française

Depuis des temps très lointains, il n’est en matière de stratégie que trois recours possibles, l’attaque, la défense ou les pourparlers. Faute de pouvoir lancer une attaque, d’établir une défense suffisamment forte et de traiter avec un ennemi aux exigences insatiables, en de pareilles circonstances, éprouvant mille et dix mille difficultés, fut prise notre édifiante résolution. Si le Grand Roi s’est retiré à la montagne Qi et si le Mystérieux Vénéré s’est rendu dans la province de Shu, c’est bien que des hommes, dans les temps anciens, ont résolu de recourir au même expédient.
Il n’y a guère longtemps que le désordre sévissait dans l’Empire, et que Je succédais au trône malgré mon jeune âge. Me vouant entièrement à notre essor et à notre indépendance, Je ne poursuivais aucun autre dessein, jusqu’à ce que les Français nous attaquent de nouveau, sans raison. La situation se dégrade de jour en jour ; depuis que leurs vaisseaux affluent sur nos côtes et revendiquent des droits innommables. Les accueillant selon nos coutumes, celles-ci ont été repoussées sans ménagement. La peur afflige désormais les habitants de la capitale. Le danger nous guette de l’aube au crépuscule. Mais les ministres régents veillent sur notre Royaume et notre Dynastie.
Plutôt que de baisser la tête, de céder aux menaces et de manquer une occasion d’avoir l’initiative, nous avons préféré prendre nos ennemis de vitesse, en devançant leur attaque. Même si le cours des événements ne nous a guère laissé le choix, toutes les actions entreprises jusqu’à maintenant s’avéreront fort utiles par la suite. Nous aviserons toujours en temps voulu. Tous ceux qui partagent notre inquiétude ont sans doute déjà pris leurs dispositions. Qui en ce moment même ne serre pas les dents de rage et n’a les cheveux qui se hérissent d’indignation à la vue de nos envahisseurs ? Quel homme ne veillera plus sous les armes, ne battra solennellement des rames, ne ravira la lance de son ennemi et ne charriera des monceaux de briques ? Telle sera notre réaction ; à l’image des ministres, qui ne servent la Cour que pour accomplir leur devoir envers le Bien, dussent-ils le payer de leur vie. Hu Yan (en) et Zhao Cui (en) de Jin, Guo Ziyi et Li Guangbi (en) des Tang, tous ces noms surgis du passé ne sont-ils pas ceux de héros qui nous en ont donné l’exemple ?
D’une Vertu inférieure, Je n’ai pu empêcher le désastre de se produire : la capitale est tombée, le palanquin de nos Mères aimantes sur le chemin de l’exil. La faute M’incombe entièrement. La honte et l’effroi Me submergent. Mais que subsistent les liens vertueux qui nous unissent, que les seigneurs et dignitaires de l’Empire, petits ou grands, ne M’abandonnent pas, que les sages recourent à leur sagesse, que les braves fassent montre de leur bravoure, que les riches offrent leur richesse et nos compagnons d’armes ne reculeront devant aucun péril. N’est-ce pas là notre devoir ?
Que ceux qui voleront au secours de l’Empire, bravant la tempête et les trombes d’eau sur la montagne, n’épargnent pas leurs efforts. Si le Ciel a dans son cœur le dessein de nous venir en aide, alors nous ramènerons l’ordre et l’harmonie, en lieu et place du chaos et du danger, dans notre territoire que nous reprendrons. C’est le moment ou jamais. La félicité des temples des Ancêtres et des Esprits de la terre est celle de tous leurs bons et loyaux serviteurs. Nos destins sont liés jusque dans nos peines et dans nos joies.
Mais si le peuple redoutait la mort plus qu’il n’aimât son Souverain, s’il pensait davantage aux siens plutôt qu’à l’Empire, les ministres trouveront des prétextes pour se dérober, les soldats déserteront, les petites gens n’éprouveront plus de bonté pour servir l’intérêt général, et les lettrés renonceront à la Lumière pour les Ténèbres. Tous pourraient se résigner à leur sort, mais ils ne seraient plus que des bêtes, affublées d’un chapeau et d’une robe. Comment pourrions-nous l’accepter ? De généreuses récompenses ainsi que de sévères châtiments seront donnés en exemple par la Cour. Ne faites pas ce que vous pourrez regretter. Obéissez avec déférence.
Respect à cet ordre

Ère Hàm Nghi, première année, sixième mois, deuxième jour 

## L'exil algérien
Capturé en novembre 1888, Hàm Nghi est exilé le 12 décembre de la même année en Algérie française, où il arrive le 13 janvier 1889. L'insurrection, dans son pays, continue cependant en son nom. Il est assigné à résidence à El Biar, placé sous la garde d'un capitaine, nommé Vialard. Une rente annuelle de 25 000 francs lui est versée par le budget du ministère des Colonies.
Le souverain déchu va passer le reste de sa vie en exil et ne reviendra jamais dans son pays.
Surveillé sans relâche dans un premier temps par le Gouvernement français, qui le considère comme un ennemi potentiellement dangereux, le prince parvient, par la suite, à communiquer avec ses proches restés en Indochine, grâce à un réseau d’amis qui circule entre l’Algérie, l’Extrême-Orient et la métropole. Le capitaine Vialard, qui veille sur lui à Alger, lui fait rencontrer le peintre Marius Reynaud (1860-1935) qui lui donne des cours et permet à Hàm Nghi de développer son goût pour les Beaux-Arts. Il rencontre également Georges Rochegrosse et Léon Fouquet (1841-1939). Il obtient l'autorisation en 1899 de se rendre en France. Là, il fréquente l'atelier d'Auguste Rodin, puis le salon de Judith Gautier qui l'invite dans sa résidence à Dinard. Ainsi, il apprend les techniques de la peinture et de la sculpture et il commence à produire des créations personnelles, marquées par le postimpressionnisme.
Il épouse le 4 novembre 1904 une Française, Marcelle Laloë, qui est la fille du président du tribunal d'Alger, et avec qui il a trois enfants, dont  Nhu-May Suzanne Henriette. Avec elle, il se rend souvent à Vichy pour des cures. C'est là qu'il a peint une grande partie de son œuvre.
Hàm Nghi consacre alors de plus en plus de temps à l’art, passant des journées entières à contempler et à peindre la nature environnante. Il expose à Paris pour la première fois en juin 1904 des pastels dans la rotonde du musée Guimet. L'une de ses dernières rétrospectives s'est tenue en novembre 1927 à la galerie Mantelet-Colette Weil.
La majeure partie de ses œuvres appartient à des collections privées.
Il meurt le 14 janvier 1944 dans la villa Gia Long, à El Biar, située en banlieue d'Alger, où il est enterré. Pendant son exil, il avait  acheté le château de Losse à Thonac en Dordogne.

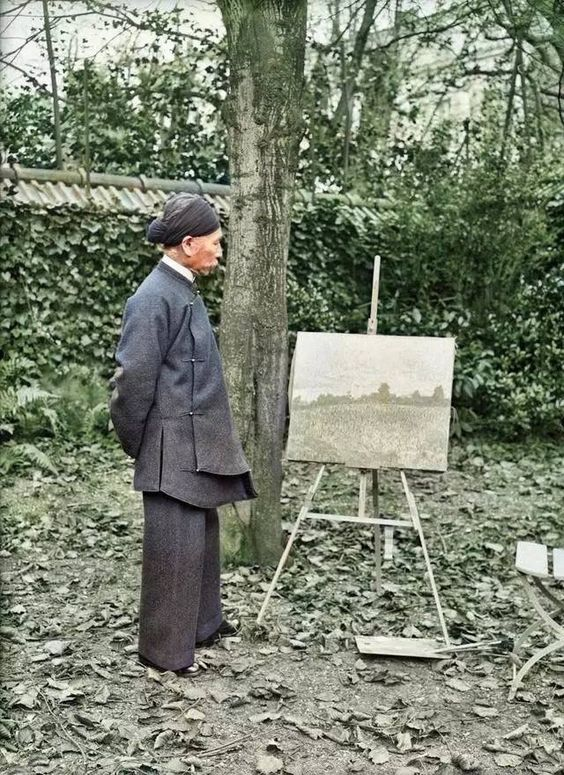
L'empereur contemplant l'une de ses peintures, dans le jardin de la villa d'El Biar.

En 1965, de Gaulle a proposé à sa fille, la comtesse de La Besse, de transférer le corps au petit cimetière du village, où se trouve toujours sa simple tombe. En 2002, le gouvernement vietnamien a proposé de transférer son corps à Huê l'ancienne ville impériale, mais la famille a toujours refusé.

## Représentations
La vie de Hàm Nghi fait l'objet d'une grande partie du roman d'Isabelle Bergoend, Le Dagobert optique (éd. Thierry Marchaisse, 2015).
Hàm Nghi est le personnage principal du roman de Virginie Jouany, Petit cœur d'opium (éd. Cairn, 2018).
Hàm Nghi est l'un des 11 personnages jouables du jeu de rôle Abstract Aventures Steampunk, publié en mars 2020 par Les 12 Singes.